# Jennifer Lopez/Diskografie
Diese Diskografie ist eine Übersicht über die musikalischen Werke der US-amerikanischen Pop-Sängerin Jennifer Lopez und ihren Pseudonymen wie Lola und J.Lo. Den Quellenangaben zufolge hat sie bisher mehr als 80 Millionen Tonträger verkauft, davon alleine in ihrer Heimat über 29,3 Millionen, somit gehört sie zu den Interpretinnen mit den meistverkauften Tonträgern weltweit. Ihre erfolgreichste Veröffentlichung ist das Album J.Lo mit über zwölf Millionen verkauften Einheiten. In Deutschland verkaufte sich ihre Single On the Floor am besten, diese avancierte zum Millionenseller und zählt zu den meistverkauften Singles des Landes.

## Alben

### Studioalben
| Jahr | Titel Musiklabel                           | Höchstplatzierung, Gesamtwochen, AuszeichnungChartplatzierungen (Jahr, Titel, Musiklabel, Platzierungen, Wochen, Auszeichnungen, Anmerkungen) | Höchstplatzierung, Gesamtwochen, AuszeichnungChartplatzierungen (Jahr, Titel, Musiklabel, Platzierungen, Wochen, Auszeichnungen, Anmerkungen) | Höchstplatzierung, Gesamtwochen, AuszeichnungChartplatzierungen (Jahr, Titel, Musiklabel, Platzierungen, Wochen, Auszeichnungen, Anmerkungen) | Höchstplatzierung, Gesamtwochen, AuszeichnungChartplatzierungen (Jahr, Titel, Musiklabel, Platzierungen, Wochen, Auszeichnungen, Anmerkungen) | Höchstplatzierung, Gesamtwochen, AuszeichnungChartplatzierungen (Jahr, Titel, Musiklabel, Platzierungen, Wochen, Auszeichnungen, Anmerkungen) | Anmerkungen                                                   |
| Jahr | Titel Musiklabel                           | DE | AT | CH | UK | US | Anmerkungen                                                   |
| ---- | ------------------------------------------ | --- | --- | --- | --- | --- | ------------------------------------------------------------- |
| 1999 | On the 6 Work (Sony)                       | DE3 Gold · (54 Wo.)DE | AT7 Gold · (20 Wo.)AT | CH3 Platin · (53 Wo.)CH | UK14 Platin · (38 Wo.)UK | US8 ×3Dreifachplatin · (53 Wo.)US | Erstveröffentlichung: 1. Juni 1999 Verkäufe: + 8.000.000      |
| 2001 | J.Lo Epic Records (Sony)                   | DE1 Platin · (61 Wo.)DE | AT3 Gold · (42 Wo.)AT | CH1 ×2Doppelplatin · (59 Wo.)CH | UK2 ×2Doppelplatin · (59 Wo.)UK | US1 ×4Vierfachplatin · (82 Wo.)US | Erstveröffentlichung: 22. Januar 2001 Verkäufe: + 12.000.000  |
| 2002 | This Is Me… Then Epic Records (Sony)       | DE4 Gold · (23 Wo.)DE | AT7 Gold · (23 Wo.)AT | CH3 Platin · (25 Wo.)CH | UK13 ×2Doppelplatin · (35 Wo.)UK | US2 ×2Doppelplatin · (40 Wo.)US | Erstveröffentlichung: 19. November 2002 Verkäufe: + 6.000.000 |
| 2005 | Rebirth Epic Records (Sony BMG)            | DE3 (13 Wo.)DE | AT5 (10 Wo.)AT | CH1 Gold · (11 Wo.)CH | UK8 Gold · (13 Wo.)UK | US2 Platin · (17 Wo.)US | Erstveröffentlichung: 28. Februar 2005 Verkäufe: + 3.000.000  |
| 2007 | Como ama una mujer Epic Records (Sony BMG) | DE4 (16 Wo.)DE | AT10 (10 Wo.)AT | CH1 Platin · (23 Wo.)CH | — | US10 (9 Wo.)US | Erstveröffentlichung: 23. März 2007 Verkäufe: + 800.000       |
| 2007 | Brave Epic Records (Sony BMG)              | DE41 (2 Wo.)DE | AT35 (2 Wo.)AT | CH6 (7 Wo.)CH | UK24 (2 Wo.)UK | US12 (6 Wo.)US | Erstveröffentlichung: 5. Oktober 2007 Verkäufe: + 650.000     |
| 2011 | Love? Island Def Jam (UMG)                 | DE4 Gold · (24 Wo.)DE | AT7 (18 Wo.)AT | CH1 Gold · (23 Wo.)CH | UK6 Gold · (17 Wo.)UK | US5 (20 Wo.)US | Erstveröffentlichung: 29. April 2011 Verkäufe: + 820.000      |
| 2014 | A.K.A. Capitol Records (UMG)               | DE24 (3 Wo.)DE | AT40 (1 Wo.)AT | CH15 (5 Wo.)CH | UK41 (2 Wo.)UK | US8 (6 Wo.)US | Erstveröffentlichung: 13. Juni 2014 Verkäufe: + 81.000        |
| 2024 | This Is Me… Now BMG (BMG)                  | DE8 (1 Wo.)DE | AT6 (1 Wo.)AT | CH17 (1 Wo.)CH | UK55 (1 Wo.)UK | US38 (1 Wo.)US | Erstveröffentlichung: 16. Februar 2024                        |

### Kompilationen
| Jahr | Titel Musiklabel                           | Höchstplatzierung, Gesamtwochen, AuszeichnungChartplatzierungen (Jahr, Titel, Musiklabel, Platzierungen, Wochen, Auszeichnungen, Anmerkungen) | Höchstplatzierung, Gesamtwochen, AuszeichnungChartplatzierungen (Jahr, Titel, Musiklabel, Platzierungen, Wochen, Auszeichnungen, Anmerkungen) | Höchstplatzierung, Gesamtwochen, AuszeichnungChartplatzierungen (Jahr, Titel, Musiklabel, Platzierungen, Wochen, Auszeichnungen, Anmerkungen) | Höchstplatzierung, Gesamtwochen, AuszeichnungChartplatzierungen (Jahr, Titel, Musiklabel, Platzierungen, Wochen, Auszeichnungen, Anmerkungen) | Höchstplatzierung, Gesamtwochen, AuszeichnungChartplatzierungen (Jahr, Titel, Musiklabel, Platzierungen, Wochen, Auszeichnungen, Anmerkungen) | Anmerkungen                                            |
| Jahr | Titel Musiklabel                           | DE | AT | CH | UK | US | Anmerkungen                                            |
| ---- | ------------------------------------------ | --- | --- | --- | --- | --- | ------------------------------------------------------ |
| 2012 | Dance Again … The Hits Epic Records (Sony) | DE15 (7 Wo.)DE | AT22 (6 Wo.)AT | CH7 (11 Wo.)CH | UK4 Platin · (6 Wo.)UK | US20 (11 Wo.)US | Erstveröffentlichung: 20. Juli 2012 Verkäufe + 433.500 |

### Remixalben
| Jahr | Titel Musiklabel                               | Höchstplatzierung, Gesamtwochen, AuszeichnungChartplatzierungen (Jahr, Titel, Musiklabel, Platzierungen, Wochen, Auszeichnungen, Anmerkungen) | Höchstplatzierung, Gesamtwochen, AuszeichnungChartplatzierungen (Jahr, Titel, Musiklabel, Platzierungen, Wochen, Auszeichnungen, Anmerkungen) | Höchstplatzierung, Gesamtwochen, AuszeichnungChartplatzierungen (Jahr, Titel, Musiklabel, Platzierungen, Wochen, Auszeichnungen, Anmerkungen) | Höchstplatzierung, Gesamtwochen, AuszeichnungChartplatzierungen (Jahr, Titel, Musiklabel, Platzierungen, Wochen, Auszeichnungen, Anmerkungen) | Höchstplatzierung, Gesamtwochen, AuszeichnungChartplatzierungen (Jahr, Titel, Musiklabel, Platzierungen, Wochen, Auszeichnungen, Anmerkungen) | Anmerkungen                                                |
| Jahr | Titel Musiklabel                               | DE | AT | CH | UK | US | Anmerkungen                                                |
| ---- | ---------------------------------------------- | --- | --- | --- | --- | --- | ---------------------------------------------------------- |
| 2002 | J to tha L-O!: The Remixes Epic Records (Sony) | DE5 (26 Wo.)DE | AT11 (11 Wo.)AT | CH14 (27 Wo.)CH | UK4 Platin · (27 Wo.)UK | US1 Platin · (33 Wo.)US | Erstveröffentlichung: 5. Februar 2002 Verkäufe + 2.090.000 |

### Soundtracks
| Jahr | Titel Musiklabel           | Höchstplatzierung, Gesamtwochen, AuszeichnungChartplatzierungen (Jahr, Titel, Musiklabel, Platzierungen, Wochen, Auszeichnungen, Anmerkungen) | Höchstplatzierung, Gesamtwochen, AuszeichnungChartplatzierungen (Jahr, Titel, Musiklabel, Platzierungen, Wochen, Auszeichnungen, Anmerkungen) | Höchstplatzierung, Gesamtwochen, AuszeichnungChartplatzierungen (Jahr, Titel, Musiklabel, Platzierungen, Wochen, Auszeichnungen, Anmerkungen) | Höchstplatzierung, Gesamtwochen, AuszeichnungChartplatzierungen (Jahr, Titel, Musiklabel, Platzierungen, Wochen, Auszeichnungen, Anmerkungen) | Höchstplatzierung, Gesamtwochen, AuszeichnungChartplatzierungen (Jahr, Titel, Musiklabel, Platzierungen, Wochen, Auszeichnungen, Anmerkungen) | Anmerkungen                                      |
| Jahr | Titel Musiklabel           | DE | AT | CH | UK | US | Anmerkungen                                      |
| ---- | -------------------------- | --- | --- | --- | --- | --- | ------------------------------------------------ |
| 2022 | Marry Me Sony Latin (Sony) | — | — | — | — | US135 (1 Wo.)US | Erstveröffentlichung: 4. Februar 2022 mit Maluma |

### EPs
| Jahr | Titel Musiklabel                | Höchstplatzierung, Gesamtwochen, AuszeichnungChartplatzierungen (Jahr, Titel, Musiklabel, Platzierungen, Wochen, Auszeichnungen, Anmerkungen) | Höchstplatzierung, Gesamtwochen, AuszeichnungChartplatzierungen (Jahr, Titel, Musiklabel, Platzierungen, Wochen, Auszeichnungen, Anmerkungen) | Höchstplatzierung, Gesamtwochen, AuszeichnungChartplatzierungen (Jahr, Titel, Musiklabel, Platzierungen, Wochen, Auszeichnungen, Anmerkungen) | Höchstplatzierung, Gesamtwochen, AuszeichnungChartplatzierungen (Jahr, Titel, Musiklabel, Platzierungen, Wochen, Auszeichnungen, Anmerkungen) | Höchstplatzierung, Gesamtwochen, AuszeichnungChartplatzierungen (Jahr, Titel, Musiklabel, Platzierungen, Wochen, Auszeichnungen, Anmerkungen) | Anmerkungen                             |
| Jahr | Titel Musiklabel                | DE | AT | CH | UK | US | Anmerkungen                             |
| ---- | ------------------------------- | --- | --- | --- | --- | --- | --------------------------------------- |
| 2003 | The Reel Me Epic Records (Sony) | — | — | — | — | US69 (5 Wo.)US | Erstveröffentlichung: 18. November 2003 |

## Singles

### Als Leadmusikerin
| Jahr | Titel Album                                                           | Höchstplatzierung, Gesamtwochen, AuszeichnungChartplatzierungen (Jahr, Titel, Album, Platzierungen, Wochen, Auszeichnungen, Anmerkungen) | Höchstplatzierung, Gesamtwochen, AuszeichnungChartplatzierungen (Jahr, Titel, Album, Platzierungen, Wochen, Auszeichnungen, Anmerkungen) | Höchstplatzierung, Gesamtwochen, AuszeichnungChartplatzierungen (Jahr, Titel, Album, Platzierungen, Wochen, Auszeichnungen, Anmerkungen) | Höchstplatzierung, Gesamtwochen, AuszeichnungChartplatzierungen (Jahr, Titel, Album, Platzierungen, Wochen, Auszeichnungen, Anmerkungen) | Höchstplatzierung, Gesamtwochen, AuszeichnungChartplatzierungen (Jahr, Titel, Album, Platzierungen, Wochen, Auszeichnungen, Anmerkungen) | Höchstplatzierung, Gesamtwochen, AuszeichnungChartplatzierungen (Jahr, Titel, Album, Platzierungen, Wochen, Auszeichnungen, Anmerkungen) | Anmerkungen                                                                                    |
| Jahr | Titel Album                                                           | DE | AT | CH | UK | US | Latin | Anmerkungen                                                                                    |
| ---- | --------------------------------------------------------------------- | --- | --- | --- | --- | --- | --- | ---------------------------------------------------------------------------------------------- |
| 1999 | If You Had My Love On the 6                                           | DE5 Gold · (16 Wo.)DE | AT13 (13 Wo.)AT | CH5 Gold · (29 Wo.)CH | UK4 Platin · (13 Wo.)UK | US1 Platin · (25 Wo.)US | Latin14 (11 Wo.)Latin | Erstveröffentlichung: 4. Mai 1999 Verkäufe + 2.590.000                                         |
| 1999 | No me ames On the 6                                                   | — | — | — | — | — | Latin2 (17 Wo.)Latin | Erstveröffentlichung: 11. Mai 1999 Verkäufe + 30.000; mit Marc Anthony                         |
| 1999 | Waiting for Tonight On the 6                                          | DE15 (12 Wo.)DE | AT24 (10 Wo.)AT | CH14 (24 Wo.)CH | UK5 Gold · (17 Wo.)UK | US8 Platin · (20 Wo.)US | — | Erstveröffentlichung: 15. November 1999 Verkäufe + 1.695.000                                   |
| 2000 | Feelin’ So Good On the 6                                              | DE39 (9 Wo.)DE | — | CH22 (10 Wo.)CH | UK15 (8 Wo.)UK | US51 (17 Wo.)US | — | Erstveröffentlichung: 28. Februar 2000 Verkäufe: + 35.000; feat. Big Pun & Fat Joe             |
| 2000 | Let’s Get Loud On the 6                                               | DE13 Gold · (17 Wo.)DE | AT11 (13 Wo.)AT | CH10 (27 Wo.)CH | UK— GoldUK | US— PlatinUS | — | Erstveröffentlichung: 9. Juni 2000 Verkäufe: + 2.065.000                                       |
| 2000 | Love Don’t Cost a Thing J.Lo                                          | DE6 (13 Wo.)DE | AT11 (12 Wo.)AT | CH2 Gold · (25 Wo.)CH | UK1 Gold · (13 Wo.)UK | US3 (21 Wo.)US | Latin8 (10 Wo.)Latin | Erstveröffentlichung: 1. Dezember 2000 Verkäufe: + 590.000                                     |
| 2001 | Play J.Lo                                                             | DE19 (12 Wo.)DE | AT21 (16 Wo.)AT | CH10 (19 Wo.)CH | UK3 Silber · (12 Wo.)UK | US18 (20 Wo.)US | Latin31 (1 Wo.)Latin | Erstveröffentlichung: 10. April 2001 Verkäufe: + 309.000                                       |
| 2001 | Ain’t It Funny J.Lo                                                   | DE13 (16 Wo.)DE | AT16 (30 Wo.)AT | CH9 (26 Wo.)CH | UK3 Silber · (9 Wo.)UK | — | — | Erstveröffentlichung: 3. Juli 2001 Verkäufe: + 510.000                                         |
| 2001 | I’m Real J.Lo                                                         | DE11 (17 Wo.)DE | AT25 (15 Wo.)AT | CH6 (24 Wo.)CH | UK4 Gold · (15 Wo.)UK | US1 (31 Wo.)US | Latin28 (7 Wo.)Latin | Erstveröffentlichung: 4. September 2001 Verkäufe: + 765.000                                    |
| 2002 | Ain’t It Funny (Murder Remix) J to tha L-O!: The Remixes              | DE18 (11 Wo.)DE | — | CH7 (23 Wo.)CH | UK4 (13 Wo.)UK | US1 (27 Wo.)US | — | Erstveröffentlichung: 4. März 2002 Verkäufe: + 35.000; feat. Ja Rule & Caddillac Tah           |
| 2002 | I’m Gonna Be Alright (Track Masters Remix) J to tha L-O!: The Remixes | DE6 (13 Wo.)DE | AT25 (12 Wo.)AT | CH4 (22 Wo.)CH | UK3 Silber · (10 Wo.)UK | US10 (23 Wo.)US | — | Erstveröffentlichung: 1. Juli 2002 Verkäufe: + 235.000; feat. Nas                              |
| 2002 | Jenny from the Block This Is Me… Then                                 | DE7 Gold · (15 Wo.)DE | AT7 (18 Wo.)AT | CH4 Gold · (20 Wo.)CH | UK3 Platin · (13 Wo.)UK | US3 Platin · (20 Wo.)US | Latin25 (7 Wo.)Latin | Erstveröffentlichung: 11. November 2002 Verkäufe: + 2.470.000; feat. Jadakiss & Styles P       |
| 2003 | All I Have This Is Me… Then                                           | DE19 (10 Wo.)DE | AT38 (11 Wo.)AT | CH4 (14 Wo.)CH | UK2 Gold · (13 Wo.)UK | US1 Platin · (21 Wo.)US | — | Erstveröffentlichung: 11. Februar 2003 Verkäufe: + 1.545.000; feat. LL Cool J                  |
| 2003 | I’m Glad This Is Me… Then                                             | DE44 (6 Wo.)DE | AT50 (9 Wo.)AT | CH21 (12 Wo.)CH | UK11 (14 Wo.)UK | US32 (16 Wo.)US | Latin38 (2 Wo.)Latin | Erstveröffentlichung: 16. Juni 2003 Verkäufe: + 35.000                                         |
| 2004 | Baby I Love U! This Is Me… Then                                       | — | — | — | UK3 (11 Wo.)UK | US72 (4 Wo.)US | — | Erstveröffentlichung: 8. März 2004                                                             |
| 2005 | Get Right Rebirth                                                     | DE7 (15 Wo.)DE | AT11 (17 Wo.)AT | CH3 (21 Wo.)CH | UK1 Platin · (17 Wo.)UK | US12 Gold + Gold (Mastertone) · (17 Wo.)US                                                                                               | — | Erstveröffentlichung: 4. Januar 2005 Verkäufe: + 2.172.000                                     |
| 2005 | Hold You Down Rebirth                                                 | DE44 (4 Wo.)DE | — | CH44 (8 Wo.)CH | UK6 (9 Wo.)UK | US64 (8 Wo.)US | — | Erstveröffentlichung: 15. Februar 2005 feat. Fat Joe                                           |
| 2007 | Qué hiciste Como ama una mujer                                        | DE10 (14 Wo.)DE | AT19 (13 Wo.)AT | CH1 Platin · (32 Wo.)CH | — | US86 (1 Wo.)US | Latin6 (19 Wo.)Latin | Erstveröffentlichung: 12. März 2007 Verkäufe: + 950.000                                        |
| 2007 | Do It Well Brave                                                      | DE30 (9 Wo.)DE | AT34 (8 Wo.)AT | CH12 (11 Wo.)CH | UK11 (8 Wo.)UK | US31 (10 Wo.)US | — | Erstveröffentlichung: 21. August 2007 Verkäufe: + 538.000                                      |
| 2008 | Hold It, Don’t Drop It Brave                                          | — | — | — | UK72 (3 Wo.)UK | — | — | Erstveröffentlichung: 4. Januar 2008                                                           |
| 2009 | Louboutins –                                                          | — | — | — | — | — | — | Erstveröffentlichung: 21. Dezember 2009                                                        |
| 2011 | On the Floor Love?                                                    | DE1 ×7Siebenfachgold · (54 Wo.)DE | AT1 (42 Wo.)AT | CH1 ×4Vierfachplatin · (51 Wo.)CH | UK1 ×3Dreifachplatin · (33 Wo.)UK | US3 ×3Dreifachplatin · (29 Wo.)US | Latin1 (28 Wo.)Latin | Erstveröffentlichung: 11. Februar 2011 Verkäufe: + 9.443.113; feat. Pitbull                    |
| 2011 | I’m Into You Love?                                                    | DE16 Gold · (14 Wo.)DE | AT10 (9 Wo.)AT | CH22 Gold · (19 Wo.)CH | UK9 Gold · (18 Wo.)UK | US41 Gold · (15 Wo.)US | Latin19 (10 Wo.)Latin | Erstveröffentlichung: 1. April 2011 Verkäufe: + 1.401.000; feat. Lil Wayne                     |
| 2011 | Papi Love?                                                            | — | AT24 (4 Wo.)AT | CH37 (7 Wo.)CH | UK67 (5 Wo.)UK | US96 (3 Wo.)US | Latin33 (5 Wo.)Latin | Erstveröffentlichung: 25. September 2011 Verkäufe: + 130.000                                   |
| 2012 | Dance Again Dance Again … The Hits                                    | DE14 Platin · (28 Wo.)DE | AT8 Gold · (19 Wo.)AT | CH14 (23 Wo.)CH | UK11 Silber · (4 Wo.)UK | US17 Platin · (18 Wo.)US | Latin4 (20 Wo.)Latin | Erstveröffentlichung: 2. April 2012 Verkäufe: + 2.191.640; feat. Pitbull                       |
| 2012 | Goin’ In Dance Again … The Hits                                       | DE67 (3 Wo.)DE | AT58 (4 Wo.)AT | — | — | — | Latin16 (9 Wo.)Latin | Erstveröffentlichung: 8. Juni 2012 Verkäufe: + 30.000; feat. Flo Rida & Lil Jon                |
| 2013 | Live It Up –                                                          | DE36 (10 Wo.)DE | AT23 (16 Wo.)AT | CH33 (9 Wo.)CH | UK17 (4 Wo.)UK | US60 (6 Wo.)US | Latin17 (19 Wo.)Latin | Erstveröffentlichung: 8. Mai 2013 Verkäufe: + 105.000; feat. Pitbull                           |
| 2014 | Girls –                                                               | — | — | — | — | — | — | Erstveröffentlichung: 27. Januar 2014                                                          |
| 2014 | Same Girl –                                                           | — | — | — | — | — | — | Erstveröffentlichung: 4. Februar 2014                                                          |
| 2014 | I Luh Ya Papi A.K.A.                                                  | — | — | — | — | US77 (2 Wo.)US | — | Erstveröffentlichung: 11. März 2014 feat. French Montana                                       |
| 2014 | First Love A.K.A.                                                     | — | — | — | UK63 (1 Wo.)UK | US87 (3 Wo.)US | — | Erstveröffentlichung: 1. Mai 2014                                                              |
| 2014 | Booty A.K.A.                                                          | DE78 (1 Wo.)DE | — | — | — | US18 Platin · (9 Wo.)US | — | Erstveröffentlichung: 23. September 2014 Verkäufe: + 1.030.000; feat. Iggy Azalea oder Pitbull |
| 2015 | Feel the Light Home O.S.T.                                            | — | — | — | — | — | — | Erstveröffentlichung: 25. Februar 2015                                                         |
| 2015 | A Selena Tribute –                                                    | — | — | — | — | — | — | Erstveröffentlichung: 4. Mai 2015                                                              |
| 2016 | Ain’t Your Mama –                                                     | DE5 Platin · (31 Wo.)DE | AT11 Gold · (24 Wo.)AT | CH16 (36 Wo.)CH | UK— SilberUK | US76 Gold · (2 Wo.)US | — | Erstveröffentlichung: 8. April 2016 Verkäufe: + 1.888.333                                      |
| 2016 | Olvídame y pega la vuelta –                                           | — | — | — | — | — | Latin9 (19 Wo.)Latin | Erstveröffentlichung: 18. November 2016 mit Marc Anthony                                       |
| 2017 | Ni tú ni yo –                                                         | — | — | CH30 (6 Wo.)CH | — | — | Latin10 (17 Wo.)Latin | Erstveröffentlichung: 5. Juli 2017 Verkäufe: + 50.000; feat. Gente de Zona                     |
| 2017 | Amor, amor, amor –                                                    | — | — | CH33 (1 Wo.)CH | — | — | Latin7 (20 Wo.)Latin | Erstveröffentlichung: 10. November 2017 Verkäufe: + 30.000; feat. Wisin                        |
| 2018 | Us –                                                                  | — | — | — | — | — | — | Erstveröffentlichung: 2. Februar 2018                                                          |
| 2018 | El Anillo –                                                           | — | — | CH93 (1 Wo.)CH | — | — | Latin12 ×8Achtfachplatin · (17 Wo.)Latin                                                                                                 | Erstveröffentlichung: 29. April 2018 Verkäufe: + 580.000                                       |
| 2018 | Dinero –                                                              | — | — | — | — | US80 Gold · (1 Wo.)US | Latin17 (17 Wo.)Latin | Erstveröffentlichung: 18. Mai 2018 Verkäufe: + 500.000; feat. DJ Khaled & Cardi B              |
| 2018 | Te guste –                                                            | — | — | — | — | — | Latin12 (11 Wo.)Latin | Erstveröffentlichung: 9. November 2018 mit Bad Bunny                                           |
| 2018 | Limitless –                                                           | — | — | — | — | — | — | Erstveröffentlichung: 16. November 2018                                                        |
| 2019 | Medicine –                                                            | — | — | — | — | — | — | Erstveröffentlichung: 5. April 2019 mit French Montana                                         |
| 2019 | Baila conmigo –                                                       | — | — | — | — | — | Latin15 Platin · (13 Wo.)Latin | Erstveröffentlichung: 11. Oktober 2019                                                         |
| 2020 | Pa’ ti –                                                              | — | — | CH74 (1 Wo.)CH | — | — | Latin9 ×3Dreifachplatin · (15 Wo.)Latin                                                                                                  | Erstveröffentlichung: 24. September 2020 Verkäufe: + 240.000; mit Maluma                       |
| 2020 | In The Morning –                                                      | — | — | — | — | — | — | Erstveröffentlichung: 27. November 2020                                                        |
| 2021 | Cambia el Paso –                                                      | — | — | — | — | — | Latin21 (6 Wo.)Latin | Erstveröffentlichung: 5. Juli 2021 mit Rauw Alejandro                                          |
| 2021 | On My Way Marry Me                                                    | — | — | — | — | — | — | Erstveröffentlichung: 18. November 2021                                                        |
| 2024 | Canʼt Get Enough This Is Me… Now                                      | — | — | — | — | — | — | Erstveröffentlichung: 10. Januar 2024                                                          |

### Als Gastmusikerin
| Jahr | Titel Album                                               | Höchstplatzierung, Gesamtwochen, AuszeichnungChartplatzierungen (Jahr, Titel, Album, Platzierungen, Wochen, Auszeichnungen, Anmerkungen) | Höchstplatzierung, Gesamtwochen, AuszeichnungChartplatzierungen (Jahr, Titel, Album, Platzierungen, Wochen, Auszeichnungen, Anmerkungen) | Höchstplatzierung, Gesamtwochen, AuszeichnungChartplatzierungen (Jahr, Titel, Album, Platzierungen, Wochen, Auszeichnungen, Anmerkungen) | Höchstplatzierung, Gesamtwochen, AuszeichnungChartplatzierungen (Jahr, Titel, Album, Platzierungen, Wochen, Auszeichnungen, Anmerkungen) | Höchstplatzierung, Gesamtwochen, AuszeichnungChartplatzierungen (Jahr, Titel, Album, Platzierungen, Wochen, Auszeichnungen, Anmerkungen) | Höchstplatzierung, Gesamtwochen, AuszeichnungChartplatzierungen (Jahr, Titel, Album, Platzierungen, Wochen, Auszeichnungen, Anmerkungen) | Anmerkungen                                                                                                |
| Jahr | Titel Album                                               | DE | AT | CH | UK | US | Latin | Anmerkungen                                                                                                |
| ---- | --------------------------------------------------------- | --- | --- | --- | --- | --- | --- | --- |
| 2001 | What’s Going On –                                         | DE35 (9 Wo.)DE | AT51 (9 Wo.)AT | CH16 (11 Wo.)CH | UK6 (17 Wo.)UK | US27 (18 Wo.)US | — | Erstveröffentlichung: 30. Oktober 2001 mit Artists Against AIDS Worldwide                                  |
| 2006 | Control Myself Todd Smith                                 | DE25 (9 Wo.)DE | AT70 (2 Wo.)AT | — | UK2 (14 Wo.)UK | US4 Gold · (11 Wo.)US | — | Erstveröffentlichung: 1. Februar 2006 Verkäufe: + 700.000; LL Cool J feat. Jennifer Lopez & Jermaine Dupri |
| 2010 | Somos El Mundo 25 Por Haiti –                             | — | — | — | — | — | — | Erstveröffentlichung: März 2010 mit Artists for Haiti                                                      |
| 2011 | T.H.E. (The Hardest Ever) –                               | — | AT19 (3 Wo.)AT | CH41 (2 Wo.)CH | UK3 Silber · (15 Wo.)UK | US36 (10 Wo.)US | Latin28 (11 Wo.)Latin | Erstveröffentlichung: 20. November 2011 Verkäufe: + 200.000; will.i.am feat. Jennifer Lopez & Mick Jagger  |
| 2012 | Follow the Leader Líderes                                 | — | AT74 (1 Wo.)AT | — | — | US— GoldUS | Latin3 (20 Wo.)Latin | Erstveröffentlichung: 10. April 2012 Verkäufe: + 530.000; mit Wisin y Yandel                               |
| 2013 | Sweet Spot Wild Ones                                      | — | AT39 (6 Wo.)AT | — | — | — | — | Erstveröffentlichung: 13. März 2013 Flo Rida feat. Jennifer Lopez                                          |
| 2013 | Quizás, quizás, quizás Passione                           | — | — | — | — | — | — | Erstveröffentlichung: 8. November 2013 Andrea Bocelli feat. Jennifer Lopez                                 |
| 2014 | Adrenalina El Regreso del Sobreviviente                   | — | — | CH57 (2 Wo.)CH | — | US94 (1 Wo.)US | Latin2 (20 Wo.)Latin | Erstveröffentlichung: 25. Februar 2014 Verkäufe: + 232.000; mit Ricky Martin & Wisin                       |
| 2014 | We Are One (Ole Ola) Globalization / One Love, One Rhythm | DE6 Gold · (22 Wo.)DE | AT6 (18 Wo.)AT | CH2 Gold · (16 Wo.)CH | UK29 (4 Wo.)UK | US59 Gold · (6 Wo.)US | Latin14 (10 Wo.)Latin | Erstveröffentlichung: 8. April 2014 Verkäufe: + 790.000; Pitbull feat. Jennifer Lopez & Claudia Leitte     |
| 2015 | Back It Up Double Vision                                  | — | — | — | — | US92 Gold · (2 Wo.)US | Latin10 (18 Wo.)Latin | Erstveröffentlichung: 4. Mai 2015 Verkäufe: + 530.000; Prince Royce feat. Jennifer Lopez & Pitbull         |
| 2015 | El mismo sol Eterno agosto                                | — | — | — | — | — | Latin3 (20 Wo.)Latin | Erstveröffentlichung: 21. August 2015 Verkäufe: + 80.000; Álvaro Soler feat. Jennifer Lopez                |
| 2015 | Try Me Everything Is 4                                    | DE39 Gold · (21 Wo.)DE | AT22 (14 Wo.)AT | — | — | — | — | Erstveröffentlichung: 20. Oktober 2015 Verkäufe: + 320.000; Jason Derulo feat. Jennifer Lopez & Matoma     |
| 2016 | Love Make the World Go Round –                            | — | — | — | — | US72 (1 Wo.)US | — | Erstveröffentlichung: 8. Juli 2016 mit Lin-Manuel Miranda Charity Single                                   |
| 2016 | Chegaste Roberto Carlos                                   | — | — | — | — | — | — | Erstveröffentlichung: 16. Dezember 2016 Roberto Carlos feat. Jennifer Lopez                                |
| 2017 | Almost Like Praying –                                     | — | — | — | — | US20 (1 Wo.)US | — | Erstveröffentlichung: 6. Oktober 2017 Lin-Manuel Miranda feat. Artists for Puerto Rico Charity Single      |
| 2018 | Se acabó el amor A Cámara Lenta                           | — | — | CH83 (1 Wo.)CH | — | — | Latin5 Platin · (16 Wo.)Latin | Erstveröffentlichung: 9. März 2018 Verkäufe: + 60.000; Abraham Mateo feat. Jennifer Lopez & Yandel         |
| 2019 | That’s How Strong Our Love Is Shine a Light               | — | — | — | — | — | — | Erstveröffentlichung: 15. Februar 2019 Bryan Adams feat. Jennifer Lopez                                    |

## Videoalben und Musikvideos

### Videoalben
| Jahr | Titel           | Höchstplatzierung, Gesamtwochen, AuszeichnungChartplatzierungen (Jahr, Titel, Platzierungen, Wochen, Auszeichnungen, Anmerkungen) | Höchstplatzierung, Gesamtwochen, AuszeichnungChartplatzierungen (Jahr, Titel, Platzierungen, Wochen, Auszeichnungen, Anmerkungen) | Höchstplatzierung, Gesamtwochen, AuszeichnungChartplatzierungen (Jahr, Titel, Platzierungen, Wochen, Auszeichnungen, Anmerkungen) | Höchstplatzierung, Gesamtwochen, AuszeichnungChartplatzierungen (Jahr, Titel, Platzierungen, Wochen, Auszeichnungen, Anmerkungen) | Höchstplatzierung, Gesamtwochen, AuszeichnungChartplatzierungen (Jahr, Titel, Platzierungen, Wochen, Auszeichnungen, Anmerkungen) | Anmerkungen                                                 |
| Jahr | Titel           | DE | AT | CH | UK | US | Anmerkungen                                                 |
| ---- | --------------- | --- | --- | --- | --- | --- | ----------------------------------------------------------- |
| 2000 | Feelin’ So Good | — | — | — | UK17 (4 Wo.)UK | — | Erstveröffentlichung: 2000                                  |
| 2003 | Let’s Get Loud  | — | — | — | UK24 (2 Wo.)UK | — | Erstveröffentlichung: 2003                                  |
| 2003 | The Reel Me     | — | — | — | UK19 Gold · (16 Wo.)UK | US5 ×3Dreifachplatin · (43 Wo.)US                                                                                                 | Erstveröffentlichung: 18. November 2003 Verkäufe: + 357.500 |

### Musikvideos
| Jahr | Titel                                     | Regie                          |
| ---- | ----------------------------------------- | ------------------------------ |
| 1998 | Baila                                     | Stephen Olow                   |
| 1999 | If You Had My Love                        | Paul Hunter                    |
| 1999 | No Me Ames                                | Kevin Bray                     |
| 1999 | Waiting for Tonight (3 Versionen)         | Francis Lawrence               |
| 2000 | Let’s Get Loud                            | Jeffrey Doe                    |
| 2000 | Feelin’ So Good                           | Paul Hunter                    |
| 2001 | Love Don’t Cost a Thing                   | Paul Hunter                    |
| 2001 | Play                                      | Francis Lawrence               |
| 2001 | Ain’t It Funny                            | Herb Ritts                     |
| 2001 | I’m Real (2 Versionen)                    | Dave Meyers                    |
| 2002 | Ain’t It Funny (Murder Remix)             | Cris Judd                      |
| 2002 | I’m Gonna Be Alright (Track Master Remix) | Dave Meyers                    |
| 2002 | Alive                                     | Jim Gable                      |
| 2002 | Jenny from the Block (2 Versionen)        | Francis Lawrence               |
| 2003 | All I Have                                | Dave Meyers                    |
| 2003 | I’m Glad                                  | David LaChapelle               |
| 2003 | Baby I Love U!                            | Meiert Avis                    |
| 2005 | Get Right                                 | Francis Lawrence, Diane Martel |
| 2005 | Get Right (Remix)                         | Diane Martel                   |
| 2005 | Hold You Down                             | Diane Martel                   |
| 2006 | Control Myself                            | Hype Williams                  |
| 2006 | Qué Hiciste                               | Michael Haussman               |
| 2007 | Me Haces Falta                            | Sanji                          |
| 2007 | Do It Well                                | David LaChapelle               |
| 2007 | Hold It, Don’t Drop It                    | Melina Matsoukas               |
| 2007 | Por Arriesgarnos (live)                   | Kevin Meléndez                 |
| 2009 | Fresh Out the Oven                        | Jonas Åkerlund                 |
| 2010 | Good Hit                                  | Alex Moors                     |
| 2010 | Take Care                                 | Alex Moors                     |
| 2011 | On the Floor                              | TAJ Stansberry                 |
| 2011 | I’m Into You                              | Melina Matsoukas               |
| 2011 | Papi                                      | Paul Hunter                    |
| 2012 | T.H.E. (The Hardest Ever)                 | Rich Lee                       |
| 2012 | Dance Again                               | Paul Hunter                    |
| 2012 | Follow the Leader                         | Jessy Terrero                  |
| 2012 | Goin’ In                                  | Ace Norton                     |
| 2013 | Live It Up                                | Jessy Terrero                  |
| 2014 | I Luh Ya Papi                             | Jessy Terrero                  |
| 2014 | First Love                                | Anthony Mandler                |
| 2014 | Booty                                     | Hype Williams                  |
| 2016 | Ain’t Your Mama                           | Cameron Duddy                  |
| 2016 | Love Make the World Go Round              |                                |
| 2017 | Ni tú ni yo                               | Emil Nava                      |

## Boxsets
| Jahr | Titel Musiklabel                    | Anmerkungen                             |
| ---- | ----------------------------------- | --------------------------------------- |
| 2003 | On the 6 / J.Lo Epic Records (Sony) | Erstveröffentlichung: 2003 · UK: Silber |
| 2010 | Triple Feature Epic Records (Sony)  | Erstveröffentlichung: 2010              |

## Promoveröffentlichungen
| Jahr | Titel Album                       | Anmerkungen                                      |
| ---- | --------------------------------- | ------------------------------------------------ |
| 1999 | Open Off My Love On the 6         | Erstveröffentlichung: 1999                       |
| 2001 | Cariño J.Lo                       | Erstveröffentlichung: 2001                       |
| 2001 | Si ya se acabó J.Lo               | Erstveröffentlichung: 2001                       |
| 2002 | Alive J to tha L-O!: The Remixes  | Erstveröffentlichung: 2002                       |
| 2005 | Cherry Pie Rebirth                | Erstveröffentlichung: 2005                       |
| 2007 | Me haces falta Como ama una mujer | Erstveröffentlichung: 23. März 2007              |
| 2009 | Fresh Out the Oven –              | Erstveröffentlichung: 2009 feat. Pitbull         |
| 2022 | Marry Me                          | Erstveröffentlichung: 2. Februar 2022 mit Maluma |

## Statistik

### Chartauswertung
|                     | DE     | AT     | CH     | UK     | US     |
| ------------------- | ------ | ------ | ------ | ------ | ------ |
| Nummer-eins-Alben   | DE1DE  | AT—AT  | CH4CH  | UK—UK  | US2US  |
| Top-10-Alben        | DE8DE  | AT7AT  | CH8CH  | UK5UK  | US8US  |
| Alben in den Charts | DE11DE | AT11AT | CH11CH | UK10UK | US13US |

|                       | DE     | AT     | CH     | UK     | US     | Latin        |
| --------------------- | ------ | ------ | ------ | ------ | ------ | ------------ |
| Nummer-eins-Singles   | DE1DE  | AT1AT  | CH2CH  | UK3UK  | US4US  | Latin1Latin  |
| Top-10-Singles        | DE9DE  | AT6AT  | CH14CH | UK18UK | US10US | Latin14Latin |
| Singles in den Charts | DE29DE | AT27AT | CH32CH | UK28UK | US34US | Latin30Latin |

|                          | DE    | AT    | CH    | UK    | US    |
| ------------------------ | ----- | ----- | ----- | ----- | ----- |
| Nummer-eins-Videoalben   | DE—DE | AT—AT | CH—CH | UK—UK | US—US |
| Top-10-Videoalben        | DE—DE | AT—AT | CH—CH | UK—UK | US1US |
| Videoalben in den Charts | DE—DE | AT—AT | CH—CH | UK3UK | US1US |

### Auszeichnungen für Musikverkäufe
| Land/RegionAuszeichnungen für Musikverkäufe (Land/Region, Auszeichnungen, Verkäufe, Quellen) | Silber     | Gold         | Platin         | Diamant     | Verkäufe    | Quellen                                                    |
| -------------------------------------------------------------------------------------------- | ---------- | ------------ | -------------- | ----------- | ----------- | ---------------------------------------------------------- |
| Argentinien (CAPIF)                                                                          | —          | 2× Gold2     | —              | —           | 50.000      | capif.org.ar                                               |
| Australien (ARIA)                                                                            | —          | 9× Gold9     | 31× Platin31   | —           | 2.457.500   | aria.com.au                                                |
| Belgien (BRMA)                                                                               | —          | 10× Gold10   | 3× Platin3     | —           | 370.000     | ultratop.be                                                |
| Brasilien (PMB)                                                                              | —          | 6× Gold6     | 4× Platin4     | 3× Diamant3 | 1.180.000   | pro-musicabr.org.br                                        |
| Dänemark (IFPI)                                                                              | —          | 5× Gold5     | 6× Platin6     | —           | 460.000     | ifpi.dk                                                    |
| Deutschland (BVMI)                                                                           | —          | 11× Gold11   | 6× Platin6     | —           | 3.825.000   | musikindustrie.de                                          |
| Europa (IFPI)                                                                                | —          | —            | 4× Platin4     | —           | (4.000.000) | ifpi.org (Memento vom 1. Januar 2014 im Internet Archive)  |
| Finnland (IFPI)                                                                              | —          | 3× Gold3     | Platin1        | —           | 67.752      | ifpi.fi                                                    |
| Frankreich (SNEP)                                                                            | 2× Silber2 | 12× Gold12   | Platin1        | Diamant1    | 2.280.433   | infodisc.fr snepmusique.com                                |
| Golf-Kooperationsrat (IFPI)                                                                  | —          | Gold1        | —              | —           | 3.000       | ifpi.org                                                   |
| Griechenland (IFPI)                                                                          | —          | 4× Gold4     | —              | —           | 52.500      | Einzelnachweise                                            |
| Indonesien (ASIRI)                                                                           | —          | —            | 3× Platin3     | —           | 105.000     | Einzelnachweise                                            |
| Irland (IRMA)                                                                                | —          | Gold1        | —              | —           | 7.500       | irishcharts.ie                                             |
| Italien (FIMI)                                                                               | —          | 5× Gold5     | 9× Platin9     | —           | 595.000     | fimi.it                                                    |
| Japan (RIAJ)                                                                                 | —          | 5× Gold5     | Platin1        | —           | 750.000     | riaj.or.jp JP2                                             |
| Kanada (MC)                                                                                  | —          | 3× Gold3     | 18× Platin18   | —           | 1.880.000   | musiccanada.com                                            |
| Mexiko (AMPROFON)                                                                            | —          | 10× Gold10   | 5× Platin5     | —           | 650.000     | amprofon.com.mx                                            |
| Neuseeland (RMNZ)                                                                            | —          | 6× Gold6     | 15× Platin15   | —           | 390.000     | aotearoamusiccharts.co.nz NZ2 NZ3                          |
| Niederlande (NVPI)                                                                           | —          | 3× Gold3     | 2× Platin2     | —           | 280.000     | nvpi.nl                                                    |
| Norwegen (IFPI)                                                                              | —          | Gold1        | 3× Platin3     | —           | 55.000      | ifpi.no (Memento vom 5. November 2012 im Internet Archive) |
| Österreich (IFPI)                                                                            | —          | 5× Gold5     | —              | —           | 90.000      | ifpi.at                                                    |
| Polen (ZPAV)                                                                                 | —          | 3× Gold3     | 2× Platin2     | Diamant1    | 260.000     | olis.pl                                                    |
| Portugal (AFP)                                                                               | —          | 2× Gold2     | 3× Platin3     | —           | 68.000      | Einzelnachweise                                            |
| Russland (NFPF)                                                                              | —          | Gold1        | 5× Platin5     | —           | 210.000     | 2m-online.ru                                               |
| Schweden (IFPI)                                                                              | —          | 4× Gold4     | 4× Platin4     | —           | 260.000     | sverigetopplistan.se                                       |
| Schweiz (IFPI)                                                                               | —          | 7× Gold7     | 9× Platin9     | —           | 460.000     | hitparade.ch                                               |
| Singapur (RIAS)                                                                              | —          | —            | Platin1        | —           | 10.000      | rias.org.sg                                                |
| Spanien (Promusicae)                                                                         | —          | 6× Gold6     | 43× Platin43   | —           | 2.150.000   | elportaldemusica.es promusicae.es                          |
| Südafrika (RISA)                                                                             | —          | —            | 2× Platin2     | —           | 100.000     | mi2n.com                                                   |
| Südkorea (KMCA)                                                                              | —          | —            | —              | —           | 261.745     | Einzelnachweise                                            |
| Ungarn (MAHASZ)                                                                              | —          | 3× Gold3     | —              | —           | 28.000      | slagerlistak.hu                                            |
| Vereinigte Staaten (RIAA)                                                                    | —          | 11× Gold11   | 38× Platin38   | —           | 30.899.000  | riaa.com                                                   |
| Vereinigtes Königreich (BPI)                                                                 | 7× Silber7 | 9× Gold9     | 14× Platin14   | —           | 10.030.500  | bpi.co.uk                                                  |
| Insgesamt                                                                                    | 9× Silber9 | 148× Gold148 | 233× Platin233 | 5× Diamant5 |             |                                                            |